# Билиньская, Зофия

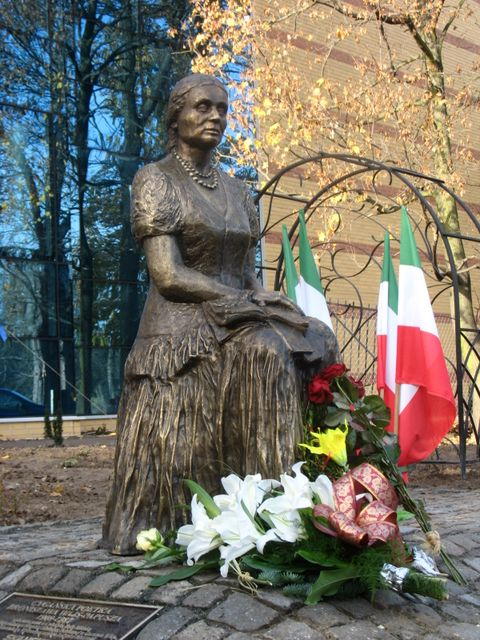
Памятник Папуше в Гожуве-Велькопольском

Зофия Агнешка Билиньская (пол. Zofia Agnieszka Bilińska; 12 июня 1942, Ивацевичи Полесье (ныне Брестской области Белоруссии) — польский скульптор, художница-график. Член Союза польских художников.

## Биография

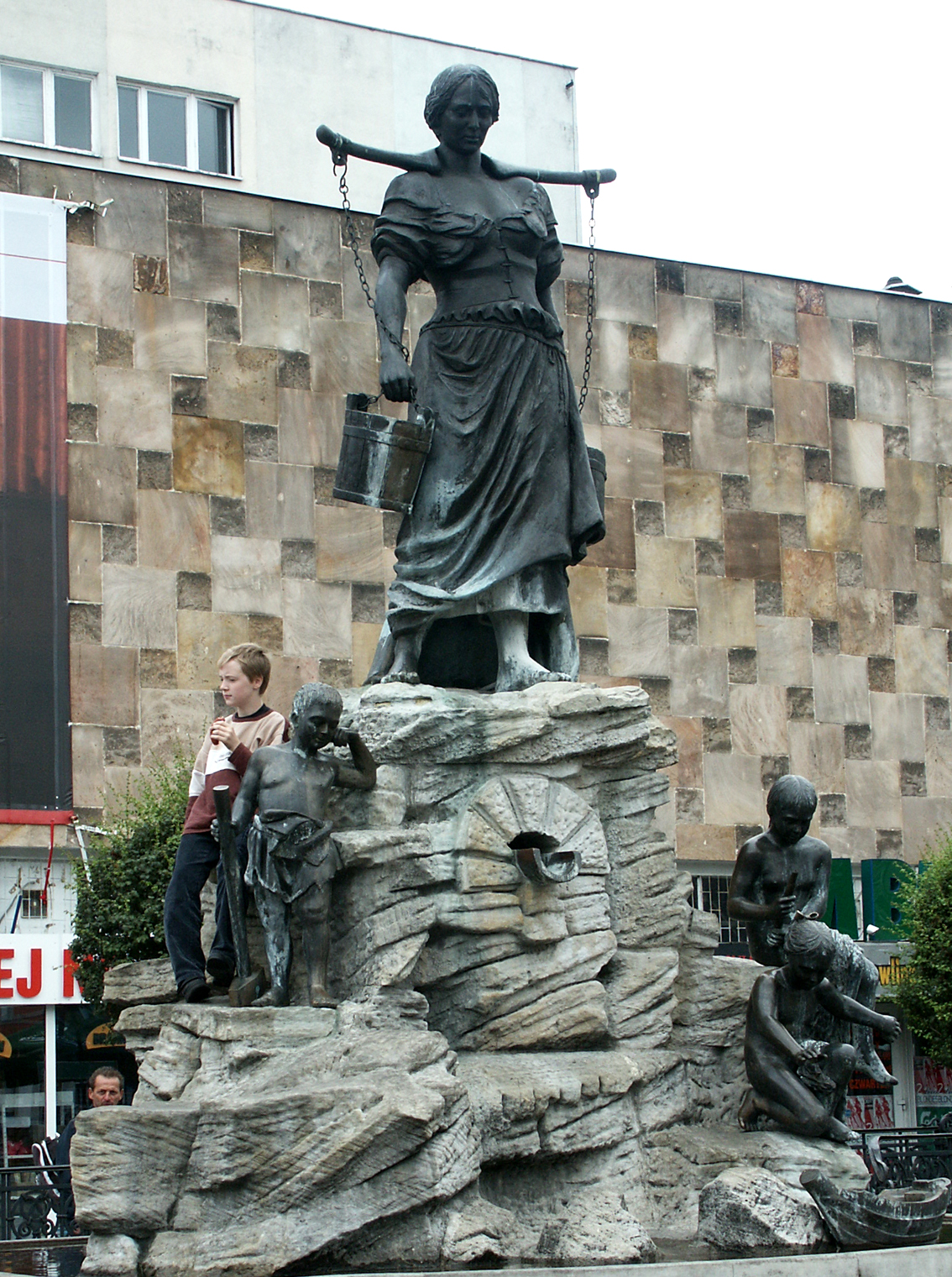
Скульптурная группа фонтана Паукша

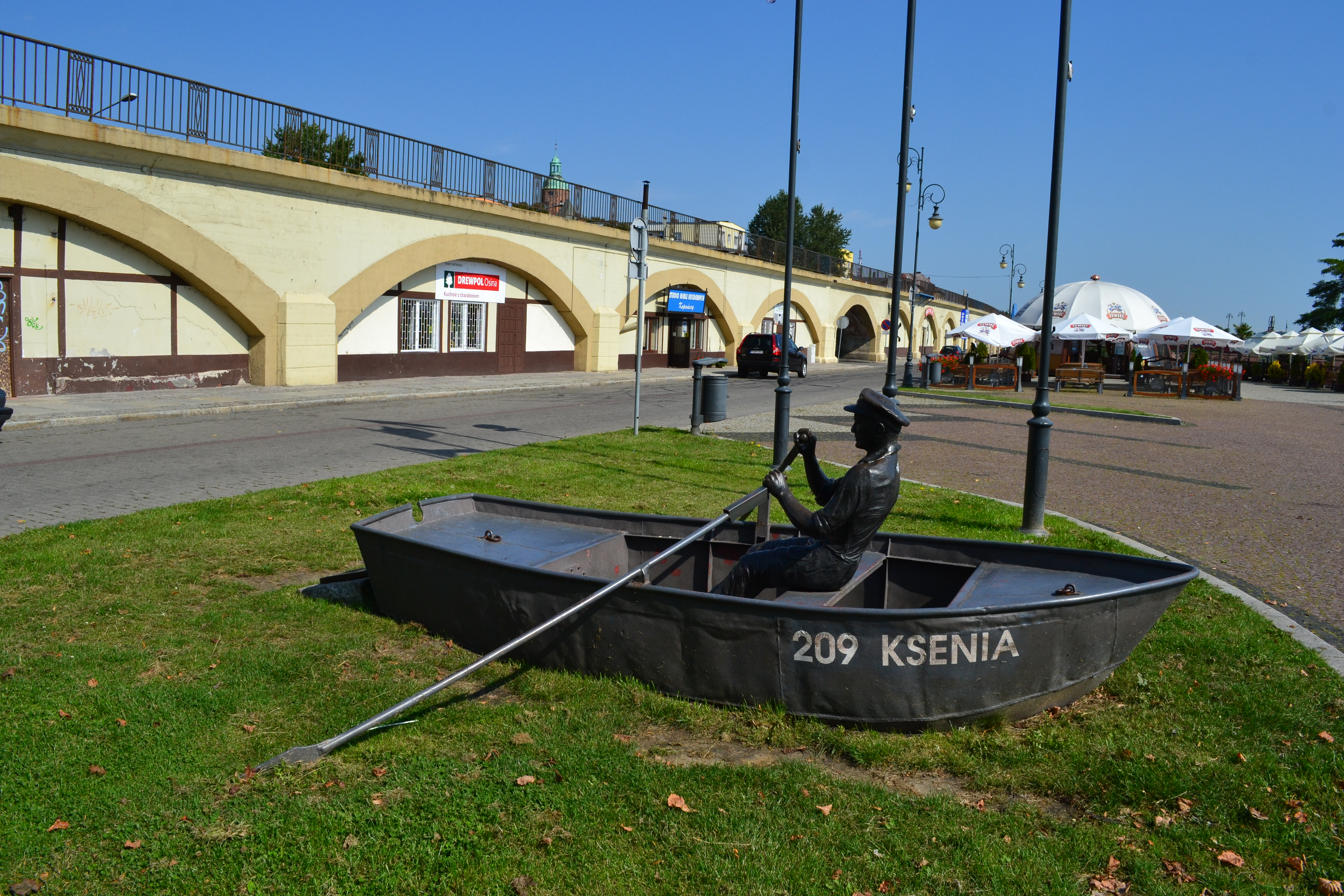
Памятник Павлу Захарке

Художественное образование получила в Национальной школе изобразительных искусств и на факультете графических искусств, живописи и скульптуры в мастерской профессора Я. Пьюджета в Познанском университете искусств (1962—1968).
С 1976 года живёт и работает в Гожуве-Велькопольском.
Не раз награждалась за художественные достижения.
Автор монументальных и камерных памятников, в том числе:
- Памятник жертвам сталинизма в Гожуве-Велькопольском
- Памятник жертвам концлагеря Равенсбрюк, там же
- Памятник Папуше
- Памятник Павлу Захарке
- Памятник художнику Яну Корчу
- Скульптурная группа фонтана Паукша в Гожуве-Велькопольском
- ряд мемориальных досок и др.

Автор статуэтки Соловья — Премии им. Януша Словика (Соловья). Участница многих выставок и конкурсов.
В 2008 году удостоена премией по культуре Президента города Гожува-Велькопольского, a в 2016 году награждена премией по культуре Любуского воеводства.
В 2017 году награждена бронзовой медалью «За заслуги в культуре Gloria Artis».